# Die Bürgschaft
Die Bürgschaft és una obra dramaticomusical en tres actes composta el 1931 per Kurt Weill sobre un llibret en alemany de Caspar Neher i Kurt Weill, basat en Der afrikanische Rechtspruch de Johann Gottfried Herder. Es va estrenar el 10 de març de 1932 al Deutsche Oper Berlin de Charlottenburg-Wilmersdorf, dirigida per Fritz Stiedry.